# La Milesse

La Milesse este o comună în departamentul Sarthe, Franța. În 2009 avea o populație de 2,415 de locuitori.